# Microscopique et macroscopique
Cet article court présente un sujet plus développé dans : Microscope optique, Propriété macroscopique et Physique statistique.
Les termes microscospique et macroscopique opèrent la distinction entre des objets de petite et de grande taille, mais la limite entre les deux dépend du contexte.
Le terme microscopique a été formé au xviiie siècle à partir du substantif microscope (nom d'un instrument d'optique développé au xviie siècle) et du suffixe -ique (du latin -icus, « relatif à »). Le terme macroscopique a été forgé au xixe siècle à partir du préfixe macro- sur le modèle de microscopique.

## Principales acceptions
- En biologie, en sciences de la Terre et le plus souvent en physique, est macroscopique ce qui peut être vu à l’œil nu. Est microscopique ce qui ne peut être vu qu'à travers un microscope (dimensions inférieures à 0,1 millimètre).
- Par extension, dans la langue courante, on qualifie souvent un objet ou un concept de microscopique quand il est matière négligeable, sans intérêt majeur. L'antonyme macroscopique est peu employé.
- Pour la physique des particules et souvent la physique quantique, le monde microscopique est celui des dimensions comparables à celle d'un atome ou inférieures, le monde macroscopique est celui des dimensions supérieures à 10-100 nanomètres.
- En thermodynamique et notamment en physique statistique :
  - un système est macroscopique s'il contient suffisamment d'atomes pour qu'on puisse résumer ses caractéristiques physiques et chimiques à l'aide de grandeurs statistiques comme la température, la pression ou les concentrations. Comme le nombre d'Avogadro est extrêmement grand, un domaine macroscopique peut être presque aussi petit qu'en physique des particules, dans le cas des corps condensés (liquides et solides). Un système formé d'un gaz raréfié peut, au contraire, n'être macroscopique qu'à partir de dimensions de l'ordre du centimètre, du mètre voire beaucoup plus (cas du milieu interstellaire, par exemple) ;
  - un « état macroscopique » d'un système (macroscopique) est constitué de toutes ses caractéristiques mesurables (champs de température, de pression et de concentrations, principalement). Un même état macroscopique peut correspondre à une multitude d'« états microscopiques » différents, caractérisés chacun par la position et l'énergie précises des atomes qui constituent le système. La variété des états microscopiques compatibles avec un même état macroscopique est au cœur de la définition statistique de l'entropie.

## Échelles physiques
La notion d'échelle des phénomènes est centrale en physique où l'on distingue les « petites échelles » ou micro-échelles et les 
« grandes échelles » ou macro-échelles. Cependant cette notion n'est pas liée à la mesure absolue qui constitue le fondement des préfixes micro- et macro- : une quantité n'est pas petite en soi, elle ne l'est que comparée à une autre, plus grande. Ainsi dans l'exemple des milieux gazeux la micro-échelle est constituée par le libre parcours moyen d'une particule, de l'ordre du micromètre dans l'atmosphère qui nous entoure mais du kilomètre dans un nuage galactique.
Cette notion permet d'introduire des échelles intermédiaires ou méso-échelles telles que celles de l'atmosphère.
Le passage d'une échelle à l'autre est central dans la modélisation physique. Il existe de nombreuses techniques permettant cette opération : prise de moyenne volumique, homogénéisation, projection, méthode des moments, etc.